# Бели (Ярославская область)
Бели — деревня в Гаврилов-Ямском районе Ярославской области России. Входит в состав Плотинского сельского округа Великосельского сельского поселения.

## География
Деревня находится в юго-восточной части области, в зоне хвойно-широколиственных лесов, на левом берегу реки Которосли, при автодороге 78К-0037, у северной окраины города Гаврилов-Ям, административного центра района. Абсолютная высота — 104 метра над уровнем моря.

### Климат
Климат характеризуется как умеренно континентальный, с умеренно холодной зимой и относительно тёплым летом. Среднегодовая температура воздуха — 3 — 3,5 °C. Средняя температура воздуха самого холодного месяца (января) — −13,3 °C; самого тёплого месяца (июля) — 18 °C. Вегетационный период длится около 165—170 дней. Годовое количество атмосферных осадков составляет 500—600 мм, из которых большая часть выпадает в тёплый период.

### Часовой пояс
Бели, как и вся Ярославская область, находится в часовой зоне МСК (московское время). Смещение применяемого времени относительно UTC составляет +3:00.

## Население
| 2007 | 2010 |
| ---- | ---- |
| 76   | ↘67  |

### Национальный состав
Согласно результатам переписи 2002 года, в национальной структуре населения русские составляли 100 % из 62 чел.

Данные переписи 1897 года.

Согласно переписным листам, в 1897 году в деревне проживало 136 человек: 64 мужчины и 72 женщины. Среди мужчин грамотных было 42%, среди женщин - 6%. Большая часть населения занималась земледелием, помимо этого, был сапожник, а 11 человек работали на ткацкой фабрике. В деревне жило 4 семьи по фамилии Мазиловы, 5 - Трясковы, 4 - Решетниковы.